# Кулибин, Николай Владимирович
Николай Владимирович Кулибин (22 марта 1882 — 10 августа 1918) — русский офицер Российского Императорского флота, капитан второго ранга, участник Русско-японской и Первой мировой войн.

## Происхождение
Потомственный дворянин, православный. Николай Кулибин родился 22 марта 1882 года в семье горного инженера Владимира Александровича Кулибина, внука И. П. Кулибина, выдающегося русского механика-изобретателя, и Анны Александровны, дочери генерал-майора Фрезе А. Е.

## Биография
- Воспитанник Морского Училища (13.9.1896). Переведен в младший специальный класс (1.10.1899). + * В
- с 1.10.1899 г. — считается в действительной службе. Младший гардемарин — 1.9.1900. Старший гардемарин — 2.9.1901. Произведен в мичманы приказом № 420 от 29.7.1902, со старшинством от 22.7.1902.
- 29.7.1902 г. зачислен в Квантунский флотский экипаж. Признан получившим право на ношение знака в память 200-летия Морского Кадетского Корпуса (22.7.1902).
- 5.11.1902 г. — вахтенный начальник миноносца № 105, крейсера «Всадник» (1.1.1903). Назначается на минный крейсер «Гайдамак» (8.2.1903). Переведен на минный крейсер «Всадник» (14.2.1903).
- 9.7.1903 г. — вахтенный начальник миноносца № 203. Назначается вахтенным начальником на «Гайдамак» (16.8.1903). Назначен в ту же должность на эскадренный миноносец «Расторопный» (2.12.1903).
- 10.2.1904 г. — участвует в спасении команды крейсера «Боярин».
- 10.6.1904 г. — участвует в прорыве эсминцем блокады. Временно заведует эсминцем «Расторопный» (5.8.1904).
- 11.8.1904 г. — участвует в тралении под огнём неприятеля, впереди эскадры и в спасении под огнём, подорвавшегося на мине эсминца «Разящий». Минная поставка под огнём неприятеля 3.9.1904. Захват и привод в Порт-Артур японской шхуны. Участвует во всех выходах эскадры и миноносцев, дежурствах на рейде и в бухте Тахэ.
- 2.11.1904 г. — назначен на эсминец «Бдительный». Исполняющий должность командира 2-й роты Квантунского флотского экипажа (5.11.1904).
- 7.11.1904 — 8.12.1904 гг. — отправлен на позицию и вступает в командование ротой. Участвует в отражении японского штурма на Китайскую стенку впереди Большого Орлиного Гнезда (13.11.1904). Занимал окоп на Большом Орлином Гнезде (20.11.-8.12.1904). Числится больным с 9.12.1904.
- После падения Порт-Артура, в соответствии с условиями сдачи крепости японцам, дав формальную подписку "о неучастии в боевых действиях против Японии", Кулибин убыл на родину.
- 7.3.1905 г. — переведен в Балтийский флот, с зачислением в 4-й флотский экипаж (21.3.1905). Вахтенный начальник крейсера «Вестник» (2.5.1905). Вахтенный начальник крейсера «Диана» (13.8.1905).
- 17.8.1905 г. — отправляется в Сайгон, согласно предписанию. Списан в наличие экипажа с корабля 28.2.1906.
- 19.12.1906 г. — в составе 7-го флотского экипажа. Вахтенный начальник миноносца № 133 (14.9.1906). Списан по окончании кампании в состав 4-го флотского экипажа (26.9.1906).
- 27.9.1906 г. — назначен на броненосный крейсер «Россия».
- 19.3.1907 г.- лейтенант флота. Вахтенный начальник канонерской лодки «Храбрый» (13.3.1907).
- 16.9.1907 г. — прикомандирован к минному офицерскому классу, его слушатель (8.10.1907).
- 17.9.1908 г. — присвоено звание минного офицера 2-го разряда по окончании курса.
- 23.9.1908 г. — переведен в Сибирскую военную флотилию. Минный офицер крейсера «Жемчуг» (29.10.1908). Исполняющий должность флагманского минного офицера (25.2.1910).
- 20.4.1910 г. переведен на крейсер «Аскольд» для временного заведования и наблюдения минной части крейсера. Старший минный офицер крейсера «Аскольд» с сохранением обязанностей флагманского минного офицера штаба начальника действующего флота (27.6.1910).
- 6.9.1910 г. — присвоено звание минного офицера 1-го разряда. Отчислен от обязанностей на крейсере «Аскольд» (20.12.1910).
- Исполняющий должность флагманского минного офицера штаба командира Сибирской флотилии (14.6.1911).
- 25.3.1912 г. — старший лейтенант.
- 2.10.1912 г. — старший минный офицер.
- 9.11.1912 г. списан с крейсера «Аскольд» по болезни . Временно исполняющий обязанности командира эсминца «Смелый» (13.11.1912).
- 15.1.1913 г. разрешена командировка в Санкт-Петербург для освидетельствования в госпитале, на предмет разрешения лечения за границей. Разрешена 3-х месячная заграничная командировка для лечения (21.1.1913). Командирован за границу 23.2.1913. Числится выбывшим с 13.3.1913.
- В начале 1914 года старший лейтенант Кулибин — флагманский минер Сибирской флотилии, со штабом во Владивостоке.
- 30 июня 1914 года старший лейтенант Николай Кулибин был назначен высочайшим приказом старшим офицером крейсера «Жемчуг». 30 сентября командир «Жемчуга» капитан 2 ранга барон И. А. Черкасов получил новые инструкции: выйти с конвоем четырёх транспортов в Пенанг, чтобы передать их английскому крейсеру, а самому направиться в крейсерство к Никобарским и Андаманским островам.
- 15 октября 1914 г. немецкий крейсер «Эмден», пользуясь фальшивой маскировкой, скрытно вошел в гавань и двумя торпедами потопил «Жемчуг». В результате из 335 членов экипажа погибли один офицер и 80 матросов и унтер-офицеров, семеро умерли от ран и ожогов впоследствии, девять офицеров и 113 матросов и унтер-офицеров были ранены.
- По факту гибели крейсера была создана правительственная комиссия, которая всю вину за случившееся возложила на капитана 2 ранга И. Черкасова и старшего лейтенанта Н. Кулибина. Степень вины командира и старшего офицера определил военно-морской суд. Поскольку старший лейтенант Николай Кулибин, оставшись за командира, не принял надлежащих мер к обеспечению боеготовности корабля, суд приговорил его и командира, «с учетом беспорочной службы и наград за Русско-японскую войну, лишить чинов, орденов, других знаков отличия, исключить из военно-морской службы, лишить дворянства, всех прав и преимуществ». Кулибина разжаловали в матросы и направили в морскую бригаду под Ригу. Бывший старший лейтенант, бывший кавалер трех боевых орденов, бывший потомственный дворянин, а ныне штрафованный матрос 2-й статьи Николай Кулибин — прибыл для прохождения дальнейшей службы в «ударный батальон» особой морской бригады, воевавшей на Двинском участке Северо-Западного фронта. Своей отвагой он заметно выделялся даже среди тех сорвиголов, из которых был сформирован батальон. В ходе боев, руководя подвижным пулеметным расчетом, Кулибин неоднократно отличился — получил звание унтер-офицера и был награждён Георгиевским крестом 4-й степени.
- Продолжил свою службу Кулибин в Дивизии траления, в «Клубе Самоубийц» — так эту часть флота называли сами офицеры. В воспоминаниях эмигранта В. М. Костенко есть описание подвига, за который Кулибин получил Георгиевский крест 3-й степени:

«… с гордостью могу сказать, что: на „Капсюле“ и „Запале“ командуемых мной, к концу осени 1916 г. вся команда имела не менее 3 георгиевских знаков отличия … Но, был ещё один, тоже унтер-офицер, но минный (Заметин или Зарубин), который, при постановке, в конце октября 1916 года, вплотную ко входу в реку Большая Ирбенка, когда наши две последнее мины остались наплаву, вместе с минным ун.-оф. Ник. Влад. Кулибиным (мой бывший командир миноносца „Смелый“ в 1913 году, и — последний старший офицер „Жемчуга“ вызвались охотниками потопить мины и, на „парусинке“ проделали это опасное и кропотливое дело. Кап. 1 р. А. фон Вилькен (К-р „Ген. Кондратенко“ и Н-к 4-го дивизиона миноносцев), бывший у меня на мостике, коротко спросил: „Кто такие? Представьте к Георгиевскому кресту!“. Покойный лейт. Н. А. Эриксон скончавшийся в Канаде в 1942 году, отлично помнил этот случай, и в нашей переписке с ним, мы вспоминали этот довольно жуткий момент.»— В.М.Костенко, В "Клубе самоубийц" (Памяти погибших при исполнении служебного долга) С. 39 
Морские Записки, NY VOL X, No.1-2 JUNE 1952
- 1.09.1916 года по представлению командования бригады, и по ходатайству командующего Балтийским флотом перед Императором, младший унтер-офицер Николай Кулибин был восстановлен в прежнем воинском звании, ему вернули ордена, право на пенсию и прочие привилегии.
- Затем Кулибин был направлен для прохождения дальнейшей службы в бригаду траления Балтийского флота. Он был назначен командиром тральщика «Подвижный». За выполнение ряда ответственных боевых задач его представили к награждению орденом Святого Владимира IV степени и к присвоению очередного воинского звания капитан 2-го ранга.
- 3 марта 1917 года волна беспорядков и бандитского произвола захлестнула базы Балтийского флота. В Гельсингфорсе матрос с миноносца «Ретивый» несколько раз выстрелил в Кулибина, тяжело его ранив. Одна из пуль задела позвоночный столб, и он больше года пролежал почти без движения, с парализованными ногами и руками.
- 28.07.1917 года — произведен в капитаны 2 ранга.
- 10.08.1918 года скончался от последствий ранения в Петроградском императора Петра Великого госпитале.
- Исключен из списков приказом командующего Балтийским флотом за № 504 от 20 августа 1918 года.

## Награды
- Медаль «За спасение погибавших» на Владимирской ленте (22.7.1902).
- Орден Святой Анны 4-й степени «за храбрость» (15.11.1904).
- Орден Святого Станислава 3-й степени с мечами и бантом (18.9.1905).
- Орден Святой Анны 3-й степени с мечами и бантом «за отличие, проявленное при осаде крепости Порт — Артур» (19.3.1907).
- Серебряная медаль в память войны 1904—1905 годов (20.3.1907).
- Нагрудный знак Православного Камчатского Братства 4-й степени (4.6.1912).
- Георгиевский крест 4-й степени
- Георгиевский крест 3-й степени